# Cali Rezo
Pour les articles homonymes, voir Cali et Rezo.
Cali Rezo, née le 18 mai 1969 en Vendée, est une artiste peintre, illustratrice et blogueuse française.
Elle se consacre à la peinture abstraite, après une première période dans le domaine des peintures numériques réalistes. Elle a également publié sous son nom d'état civil.

## Biographie
Après un baccalauréat arts et lettres, Cali Rezo est admise en 1987 à l'école supérieure d'art d'Aix-en-Provence avant de rejoindre l'École nationale supérieure des arts décoratifs à Paris, dont elle sort diplômée en 1992. Elle choisit alors le domaine du numérique et de l'image de synthèse, et travaille ainsi tour à tour pour l'INA, le studio Mac Guff, ou sur des projets comme le film Immortel, ad vitam d'Enki Bilal (2004). Devenue illustratrice indépendante, elle débute la création de portraits numériques en 2003. Elle réalisa également les illustrations de plusieurs ouvrages.
À partir de 2004, elle ouvre son blog, De l'autre côté des cailloux, dans lequel elle présente des séries de portraits et tableaux, souvent axés sur des modèles féminins, ainsi que des maquettes et des photographies. Elle propose par ailleurs depuis quelques années des morceaux musicaux.
Jusqu'en 2015, sa période numérique réaliste, elle se définit elle-même comme à mi-chemin entre créatrice multimédia et peintre, de par ses techniques de dessin et de peinture traditionnelles employées au travers d'outils et supports numériques. Elle se consacre depuis à la peinture abstraite.

## Expositions

### Personnelles
- 2016 : Théâtre L'Européen (Paris, France)
- 2017 : Chez Max by LEAM (Maisons-Alfort , France)
- 2017 : Le Hublot (Ivry-sur-Seine, France)
- 2018 : Origine des Potentiels, Paul Stewart Gallery (Paris, France)
- 2023 : Energies Dérivées, Galerie Seine 55 (Paris, France)[12]
- 2024 : Puissance du continu, Galerie Seine 55 (Paris, France)

### Collectives
- 2017 : Pleins Feux, Salle Raspail (Ivry-sur-Seine, France)
- 2017 : Petits formats, Galerie Monod (Paris, France)
- 2018 : The San Francisco Fall Art & Antiques Show , 37e année (San Francisco, États-Unis)
- 2019 : Salon International Réalités Nouvelles (Paris, France)
- 2019 : The Decorative and Textiles FAIR, (Battersea Park, Londres)
- 2019-2020 : Noir est une couleur, Le Comoedia (Brest, France)
- 2019-2020 : La découverte ou l’ignorance, Eine Art Gallery (Allemagne)
- 2022 : Grenzenlos, Eine Art Gallery (Allemagne)
- 2020 : Feminae, Le Comoedia (Brest, France)
- 2021 : Dessine moi un livre, Galerie 66 (Périgueux, France)
- 2022 : 99 petits formats, Galerie 66 (Périgueux, France)
- 2022 : 1st Gallery Art Fair, Eine Art Gallery (Allemagne)
- 2022 : Salon International Réalités Nouvelles (Paris, France)
- 2022 à 2025 : représentée par la Galerie Seine 55 (Paris, France)